# ICloud
iCloud是苹果公司所提供的線上同步儲存服務和云端计算服務，初始空间有5 GB，可以購買儲存空間。用户能在iCloud中存储音乐、照片、應用資料、檔案、联系人和日历等，并将无线推送到用户所有支持iCloud同步的设备上，而不用使用连接线来同步。iCloud现在可以存储第三方应用的数据并同步苹果设备上。
2011年5月31日，蘋果公司官方宣布iCloud將會取代MobileMe，并即將停止MobileMe的服务。iCloud基於原有的MobileMe功能改寫而成，提供了原有的郵件、iCloud行事曆和聯絡人同步功能。2011年6月6日，蘋果公司執行長史蒂夫·乔布斯主持苹果全球研发者大会，正式發表iCloud雲端服務，可以在iOS 5以及OS X Lion中运行，而苹果公司官方在10月12日推出服務。
相較於Google和亞馬遜公司的雲端音樂服務，蘋果認為iCloud功能更強大，最主要是有“掃描配對”（scan and match）功能。iCloud服務讓用戶可在任何裝置上存取先前從iTunes購買的音樂。iOS 5的多項更新也是為整合iCloud而設置。
2021年6月7日，苹果公司在2021年苹果全球开发者大会上为付費用户推出了升级版的iCloud，称为iCloud+。iCloud+新增如下功能：私人中继，允许用户在不被追踪的情况下浏览Safari浏览器的網頁；隐藏我的电子邮件，允许用户用私人电子邮件地址注册网站和其他应用程序，並将信息转发到他们的主收件箱。

## 基礎運作
起初在2011年，蘋果一開始使用了亚马逊AWS和微軟Azure作为基础设施支撐旗下的iCloud服務（發表於2014年的蘋果iOS安全白皮書中，蘋果承認加密過的iOS檔案是存放在Amazon S3和微軟Azure）。從2016年開始又加入Google Cloud Platform來支撐部分iCloud功能雲端平台運作。
2018年，蘋果棄用微軟Azure解決方案，目前僅以Amazon S3與Google Cloud Platform支撐iCloud服務。

### 中国大陆

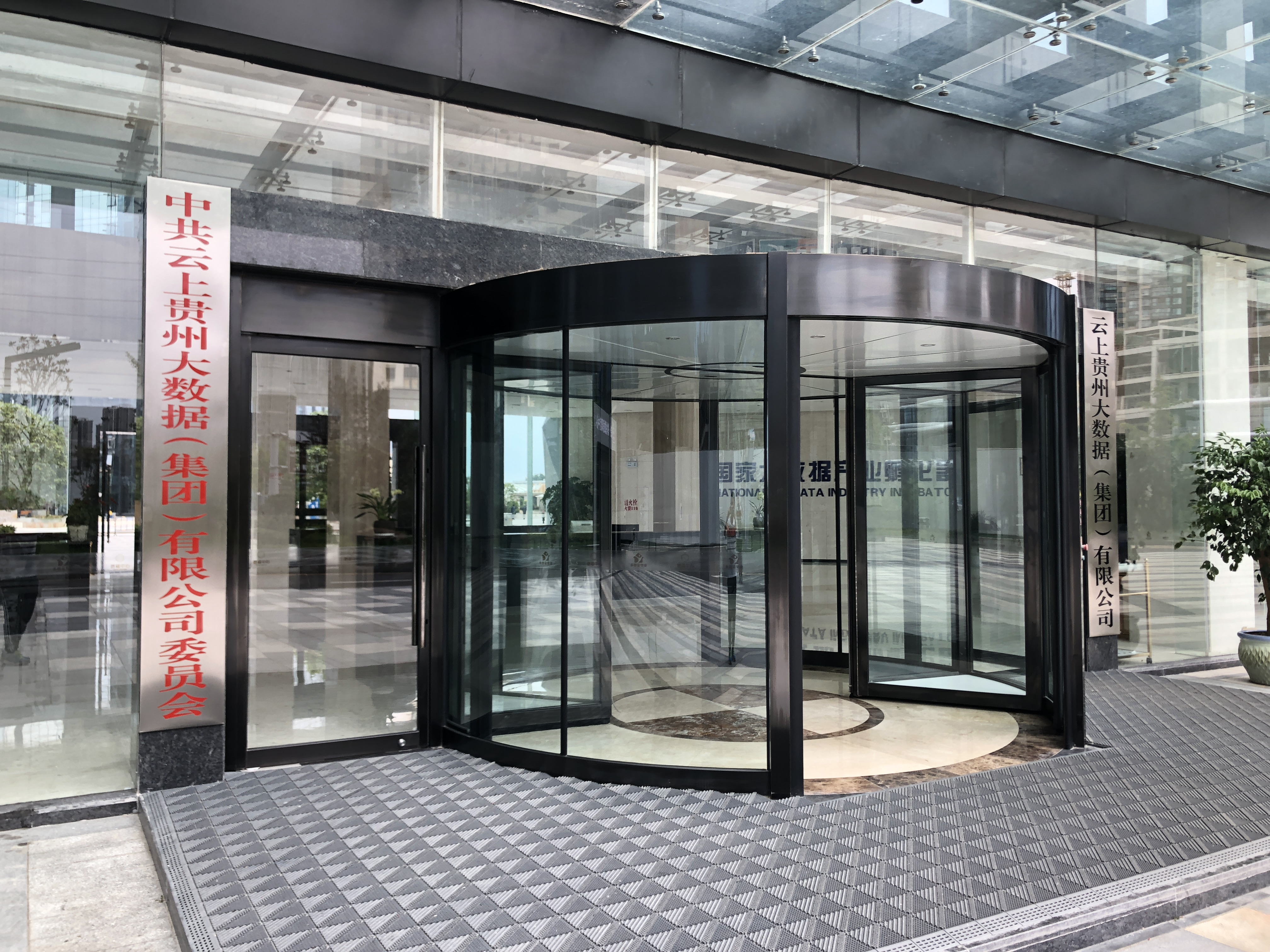
云上贵州

2014年江西省抚州市政府网站的部门信息公开栏目一条来自抚州市崇仁县电信分公司发布于8月12日的主动公开信息《苹果iCloud生产流量割接至中国电信云存储服务》表明苹果iCloud中国用户的数据已完成转存中国电信云服务。而有自称中国电信员工网友在微博贴出了电信内联网截图透露早于8月8日，中国电信正式为苹果iCloud中国用户提供云储存服务。中国电信成为苹果在中国大陆地区唯一云储存服务提供商。此前，iCloud产生的数据大多被存储至美国北卡罗莱纳州的苹果公司iCloud数据中心。
2018年1月9日，苹果公司宣布与贵州省經濟和信息化委員會全權控制的云上贵州大数据产业发展有限公司（云上贵州）合作，将自同年2月28日起，迁移中国内地客户的iCloud服务至云上贵州运营，依照《中華人民共和國網絡安全法》的規定，雲上貴州有權將帳戶信息和內容轉介執法機構。條款中說明，如中国内地用户不愿透過云上贵州使用蘋果公司的iCloud服务，可以在官网申请停用iCloud。

## iTunes Match
iTunes Match是在線音樂服務，它使用戶能夠遠程訪問自己建立的音樂集。iTunes Match用戶每年繳納24.99美元（注：中國大陸暫時不提供iTunes Match）。

## 主要競爭對手比較
| 產品名稱           | Google Drive          | OneDrive | Dropbox                                                                                            | Apple iCloud Drive        | ASUS WebStorage             | Box Drive                                                   | 百度网盘                               |
| ------------------ | --------------------- | --- | -------------------------------------------------------------------------------------------------- | ------------------------- | --------------------------- | ----------------------------------------------------------- | -------------------------------------- |
| 永久免費儲存空間   | 15GB                  | 5GB (邀請朋友可獲得0.5GB，最高10GB)                                                                                                | 2GB (邀請朋友可獲得0.5GB，最高16GB)                                                                | 5GB                       | 5GB                         | 10GB                                                        | 2TB                                    |
| 收費方案儲存空間   | - 100GB - 200GB - 2TB | - 100GB (部分地区可购买) - 1TB（附带Office 365個人版） - 6TB（附带Office 365家庭版） - 1TB（商业版，每位员工 1 TB） - 無限制商務用 | - Simple 500GB（部分用户可购买） - Plus 2TB - Professional 3TB - Standard 5TB - Advanced 15TB 起步 | - 50GB - 200GB - 2TB      | - 200GB - 2TB - 5TB         | - 100G個人版 - 100G商業版 - 無限制商業版 - 125G - 1TB專業版 | - 5TB                                  |
| 最大上傳大小       | 5GB                   | 100GB | 300MB（透過瀏覽器上傳） 大小不限（透過應用程式上傳）                                               | 15GB                      | 免費帳號500MB 付費帳號10GB  | 免費帳號2GB 付費帳號5GB                                     | 免費帳號4GB 会员帳號20GB               |
| 電腦應用程式       | Windows, Mac          | Windows, Mac | Windows, Mac, Linux                                                                                | Windows, Mac              | Windows, Mac, Linux         | Windows, Mac                                                | Windows, Mac, Linux                    |
| 行動應用程式       | Android, iOS          | Android, iOS, Windows Phone | Android, iOS, Windows Phone, BlackBerry                                                            | iOS                       | Android, iOS, Windows Phone | Android, iOS, Windows Phone, BlackBerry                     | Android, iOS, Windows Phone,Harmony OS |
| 網頁版線上編輯     | 支持 （Google文件）   | 支持 （Microsoft Office） | 支持                                                                                               | 支持 （iWork for iCloud） | 不支持                      | 支持                                                        | 不支持                                 |
| 應用程式版線上編輯 | 支持                  | 支持 | 支持                                                                                               | 支持                      | 支持                        | 支持                                                        | 不支持                                 |
| 檔案協同編輯       | 支持Google文件        | 支持微軟Office | 支持微軟Office                                                                                     | 不支持                    | 不支持                      | 支持微軟Office                                              | 不支持                                 |
| 線上管理           | 支持                  | 支持 | 支持                                                                                               | 支持                      | 支持                        | 支持                                                        | 支持                                   |
| 中文               | 有                    | 有 | 有                                                                                                 | 有                        | 有                          | 有                                                          | 有                                     |
| 網址               | Google Drive          | OneDrive | Dropbox                                                                                            | iCloud                    | ASUS WebStorage             | Box Drive                                                   | 百度网盘                               |

## 服务

### 私密轉送
私密轉送（英語：Private Relay），是一個在iOS 15.0或以後版本推出的iCloud+ 功能，目前仍在測試版（Beta测试）中，讓功能讓用戶可以在網上以私密方式瀏覽，類似虛擬私人網絡。 私密轉送功能在這些國家暫不能使用：中國內地、白俄羅斯、哥倫比亞、 埃及、哈薩克斯坦、沙特阿拉伯、南非、土庫曼斯坦 、烏干達、菲律賓。

## 争议

### 名人照片泄露事件
2014年8月31日，约200张大多为好莱坞女性艺人的私人照片（包括裸照等不雅隐私内容）被人盗取并上传至了贴图网站4chan，有匿名人士用比特币交换所购得的照片。照片随后被Reddit、Imgur和Tumblr用户转发。苹果公司调查发现，这些私人照片的盗取者为获取图片，非常有针对性地攻击了帐户名、密码和安全问题。此次事件在欧美被戏称为“Fappening”或者“Celebgate”（名人门），一些中文媒体則稱“好莱坞艳照门”。

### 中国大陆的基础设施
自2018年2月开始，苹果公司依照《中华人民共和国网络安全法》的規定将中国大陸区域的iCloud服务交由位于中国大陆的云上贵州运营，此举令部分用户感到担忧。尽管用于解密数据的密钥后来也被移至中国，提姆·庫克表示密钥“是我们的”，且在中国市场采用的加密技术比其他国家要高级。《纽约时报》2021年5月发表的调查报道指出，中国政府可以轻易获取电子邮件、照片、联系人、日历和位置信息等所有用户数据。人权观察组织和大赦国际指出，这些立场和行为，使得苹果公司标榜的人权和隐私权价值观“滑稽可笑”和“有点可耻”。